# Peter Pauson
Peter Ludwig Pauson (* 30. Juli 1925 in Bamberg; † 10. Dezember 2013 in Glasgow) war ein deutsch-britischer Chemiker, der Professor an der University of Strathclyde war und für Beiträge zur metallorganischen Chemie bekannt ist. Er ist einer der Entdecker von Ferrocen.

## Leben und Werk
Pauson war ein jüdischer Emigrant aus Bamberg, der 1939 vor der Verfolgung der Nationalsozialisten mit seiner Familie nach England kam. Er studierte ab 1942 in Glasgow, wo er sich unter dem Einfluss von Thomas Stevens Stevens organischer Chemie zuwandte, und ab 1946 an der  University of Sheffield, wo er 1949 bei Robert Downs Haworth promoviert wurde mit einer Arbeit über Purpurogallin (und daraus abgeleitete Tropolone). Danach ging er an die Duquesne University bei Pittsburgh, wobei er die Untersuchung aromatischer Verbindungen beabsichtigte, die nicht von der Benzol-Struktur abgeleitet sind (wie Tropolone). Als Post-Doktorand war er 1951/52 an der University of Chicago bei Morris S. Kharasch, wo er über Peroxide arbeitete, und danach als Du Pont Fellow an der Harvard University und an den Laboratorien von Du Pont in Wilmington, bevor er nach Großbritannien zurückkehrte und Lecturer an der University of Sheffield wurde. Später war er Professor an der University of Strathclyde, an der er 1995 in den Ruhestand ging und danach Leverhulme Emeritus Fellow war.
1951 synthetisierte er an der Duquesne-Universität mit seinem Studenten Tom J. Kealy Ferrocen, die erste Synthese einer organometallischen Sandwich-Verbindung (Metallocene). Die Entdeckung erfolgte eher zufällig bei Versuchen zur Fulvalen-Synthese. Beide veröffentlichten ihre Entdeckung im Dezember 1951 in Nature (Band 168, S. 1039–1040), wenig später veröffentlichten  Samuel A. Miller, John A. Tebboth und John F. Tremaine die unabhängige Entdeckung. Die Sandwich-Struktur erkannten bald darauf Geoffrey Wilkinson und Robert B. Woodward in Harvard (mit Myron Rosenblum, Mark C. Whiting) und unabhängig Ernst Otto Fischer und Wolfgang Pfab in München. Die vorgeschlagene Sandwich-Struktur war damals völlig neuartig und eröffnete unmittelbar ein neues Forschungsfeld mit Synthesen ähnlicher Verbindungen.
Nach ihm und seinem pakistanischen Doktoranden Ihsan U. Khand ist die Pauson-Khand-Reaktion benannt (Cyclopentenon-Anellierung).
Er war seit 1976 Mitglied der Leopoldina.